# چوکا (صربستان)
چوکا (به صربی: Čoka) یک روستا در صربستان است که در Čoka Municipality واقع شده‌است. چوکا ۴٬۰۲۸ نفر جمعیت دارد و ۸۱ متر بالاتر از سطح دریا واقع شده‌است.

## خواهرخوانده
شهر دتا خواهرخواندهٔ چوکا (صربستان) هست.